# André Bollier
André Bollier, né le 30 mai 1920 et mort le 17 juin 1944 , est un résistant français, Compagnon de la Libération.
Il est inhumé à la nécropole nationale de la Doua.

## Biographie
Il intègre l'École polytechnique en 1938. Mobilisé en septembre 1939, il participe aux combats en 1940, ce qui lui vaut d'être grièvement blessé en Alsace, le 21 juin 1940. Fait prisonnier par les troupes allemandes, il est libéré en raison de la gravité de ses blessures et retourne comme étudiant à l'École polytechnique.

### Résistance
Au printemps 1941, il entre dans la Résistance grâce à son camarade de promotion à Polytechnique, Jean-Guy Bernard. Il s'occupe d'abord de la distribution du journal clandestin Les Petites Ailes de France, puis, aidé par l'imprimerie Martinet, se consacre à la fabrication du journal Combat, tâche singulièrement périlleuse car c'est une de celles qui attirent le plus facilement l'attention des services de répression, comme la Gestapo ou la police française.
André Bollier invente un procédé de photogravures qui permet de composer le journal à Lyon et de l'imprimer dans plusieurs endroits. Il développe un réseau qui compte jusqu'à quatorze imprimeries. Pour augmenter encore le tirage, il change la machine lyonnaise en novembre 1942, puis en avril 1943, et choisit à ces deux occasions un appareil plus puissant que le précédent. Pour acheter de grosses quantités de papier sans être repéré, il crée le Bureau de recherches géodésiques et géophysiques, ainsi qu'une entreprise, qui n'ont en réalité aucune activité. Ce labeur inlassable permet à l'équipe dirigée par André Bollier d'imprimer, au début de 1944, un million et demi d'exemplaires de Combat et de tracts clandestins, qui sont diffusés dans l'ancienne zone non occupée.
Le 19 mars 1944, la Gestapo finit par l'arrêter. Il est torturé et condamné à mort, mais parvient à s'évader le 2 mai 1944. Tenant à continuer le combat, André Bollier reprend sa place dans l'atelier clandestin d'imprimerie, rue Viala à Lyon. Un mois plus tard, la Gestapo assiège l'atelier, épaulée par la milice française. André Bollier, blessé, se suicide en se tirant une balle en plein cœur pour ne pas tomber une nouvelle fois vivant aux mains de l'ennemi et ses auxiliaires ; toute son équipe est tuée, à l'exception de Marie Guézennec grièvement blessée (dite "Lucienne" née Marie Annette Morat, alors épouse Servillat).

## Distinctions
- Chevalier de la Légion d'honneur
- Compagnon de la Libération à titre posthume par décret du 20 janvier 1946[2]
- Croix de guerre 1939–1945
- Médaille de la Résistance française avec rosette (3 aout 1946)[3]

## Hommages posthumes
- Une rue de Lyon, longeant l'École normale supérieure lettres et sciences humaines, porte son nom.
- Une rue à Saint-Maur-des-fossés, sa ville natale, porte aussi son nom.
- Toujours à Saint-Maur-des-fossés, au Lycée d'Arsonval un bâtiment porte son nom.
- Une plaque au 35 rue Viala dans le 3e arrondissement de Lyon, à l'emplacement de son imprimerie clandestine, lui rend hommage ainsi qu'à Paul Jaillet (1902-1944) et à Francisque Vacher (1906-1944)[4], tués le même jour.

## Publication
- Vianney Bollier, André Bollier "Vélin" : Artisan héroïque des journaux clandestins (1920-1944), Paris, éditions du Félin, 2023, 224 p. (ISBN 978-2-86645-988-8).

## Inhumation
André Bollier est inhumé, à la Nécropole nationale de la Doua, à Villeurbanne (carré A, rang 11, tombe n°8). Son corps a préalablement été exhumé,du Cimetière de la Guillotière pour être transféré à Villeurbanne.